# Mézrablóerszényes
A mézrablóerszényes vagy ormányos erszényes (Tarsipes rostratus) az emlősök (Mammalia) osztályának az erszényesek (Marsupialia) alosztályágába, ezen belül a diprotodontia rendjébe és a mézrablóerszényes-félék (Tarsipedidae) családjába tartozó faj.
Az állat a családjának és nemének egyetlen képviselője.

## Előfordulása
A mézrablóerszényes Ausztrália délnyugati részén a füves pusztában, a bozótosban, illetve a ritkásabb, alacsony növésű fákból álló erdőkben él.

## Megjelenése
A hím hossza 4-9,5 centiméter, farokhossza 5-11 centiméter; a nőstény hossza 6-8 centiméter, farokhossza 6-8 centiméter. A hím testtömege 8-12 gramm, a nőstény testtömege 10-20 gramm. Teste apró és könnyű, így az állat a legvékonyabb ágakra is fel tud kapaszkodni a táplálék után. Elülső és hátulsó mancsain a talppárnák vége érdes felületű, így lába kiválóan alkalmas a mászásra. Farka hosszabb, mint az állat egész teste, és nagyon alkalmas az ágakon való kapaszkodásra; mászás és táplálkozás közben támaszként használja az állat. Feje hosszú és hegyes; nyelve szintén hosszú, a vége kefeszerű, ezzel hatol be a mézrablóerszényes a virágok kelyhébe, hogy hozzáférjen a nektárhoz.

## Életmódja
Éjjeli, társas állat; az egyes territóriumok átfedik egymást. A nőstények a betolakodókkal, különösen a hímekkel szemben agresszíven viselkednek. Tápláléka virágpor és nektár. A mézrablóerszényes 1-2 évig él.

## Szaporodása
Az ivarérettséget 6-7 hónapos korban éri el. A párzási időszak kedvező feltételek esetén egész évben tart. A vemhesség 20-28 napig tart, ennek végén rendszerint 2-3, ritkábban 4 kölyök születik. A kölykök az első napokban az erszényben ülnek, aztán a nőstény kirakja őket egy fa odvába.